# Pigeon cendré
Columba pulchricollis
Espèce
Statut de conservation UICN

 LC  : Préoccupation mineure
Le Pigeon cendré (Columba pulchricollis) est une espèce d'oiseaux appartenant à la famille des Columbidae.

## Répartition
Il vit dans la moitié est de l'Himalaya, au Yunnan, en Birmanie ainsi qu'à Taiwan.

## Habitat
Il peuple les forêts tempérées.